# Shelby Smith
Shelby Smith (* 8. August 1927 in Saint Joseph,  Missouri; † 6. November 2020) war ein US-amerikanischer Politiker. Von 1975 bis 1979 war er Vizegouverneur des Bundesstaates Kansas.
Smith wuchs in  St. Joseph, Missouri auf und studierte an der University of Kansas. Er lebte zumindest zeitweise in Wichita, der größten Stadt von Kansas. Politisch wurde er Mitglied der Republikanischen Partei. Er studierte an der University of Kansas und diente in der United States Navy sowohl im Zweiten Weltkrieg als auch im Koreakrieg. Zeitweise arbeitete er danach für das FBI.
Später gehörte er dem Repräsentantenhaus von Kansas an. 1974 wurde er an der Seite von Robert Frederick Bennett zum Vizegouverneur seines Staates gewählt. Dieses Amt bekleidete er vom 13. Januar 1975 bis zum 8. Januar 1979. Somit war er Stellvertreter des Gouverneurs.